# Jiří Mlika
Jiří Mlika (* 18. července 1980 Kutná Hora) je český profesionální fotbalista, útočník, který v hrál za plzeňskou Viktorii.
Jiří s fotbalem začal v OFS Kutná Hora. Z Kutné Hory se vydal do Příbrami. Při působení v Sokolově nastřílel ve 2 sezonách 9 branek. V létě roku 2008 přestoupil do FC Viktoria Plzeň.

## Klubové statistiky
Aktuální k 28. říjnu 2008
| Sezona | Klub              | Země  | Soutěž  | Zápasy | Góly |
| ------ | ----------------- | ----- | ------- | ------ | ---- |
| 06/07  | FK Baník Sokolov  | Česko | 2. liga | 25     | 3    |
| 07/08  | FK Baník Sokolov  | Česko | 2. liga | 20     | 6    |
| 08/09  | FC Viktoria Plzeň | Česko | 1. liga | 5      | 1    |